# سيدي بونا عمار
سيدي عمار سيدي بونا عمار (من مواليد 31 ديسمبر 1998) ، هو لاعب كرة قدم موريتاني محترف يلعب كلاعب خط وسط مهاجم في نادي الوداد الرياضي ومنتخب موريتانيا.

## مسيرته
انضم عمار إلى أكاديمية الشباب التابعة للنادي الإسباني نومانسيا ب في 19 سبتمبر 2019. بدأ مسيرته المهنية مع نادي كونكورد في الدوري الموريتاني الممتاز في عام 2020. في 7 أكتوبر 2021 ، انتقل إلى نادي تجكجة. في الموسم التالي انتقل إلى نواذيبو، وساعدهم على الفوز بلقب الدوري الموريتاني الممتاز 2022–23 كأحد أفضل الهدافين في الفريق.

## دولياً
تم استدعاء عمار لأول مرة إلى منتخب موريتانيا لبطولة أمم إفريقيا للمحليين 2022. تم استدعاؤه إلى المنتخب الوطني لكأس الأمم الإفريقية 2023.

## الإنجازات
نواذيبو
- الدوري الموريتاني الممتاز: 2022–23

## روابط خارجية
- سيدي بونا عمار  على سكروي
- سيدي بونا عمار على فرق كرة القدم الوطنية.كوم